# Eko-centar Caput Insulae Beli
Eko-centar Caput Insulae-Beli centar je za zaštitu bjeloglavih supova i kulturne baštine otoka Cresa. Nalazi se blizu mjesta Beli.
U centru se nalazi i oporavilište u kojim se ozlijeđeni ili otrovani supovi oporavljaju ili liječe. 
Uz eko centar nalazi se sedam uređenih poučnih eko staza te stalna izložba namijenjena za turističke posjete.
U održavaju eko centra i hranilišta sudjeluju brojni dragovoljci iz Hrvatske i mnogih drugih zemalja.

## Povijest
Istraživačko-edukacijski centar za zaštitu prirode je utemeljen 2003. godine.